# Высоковск
Высо́ковск — город (с 1940) в городском округе Клин Московской области России, в 2005–2017 гг. — административный центр городского поселения Высоковск.
Город расположен на реке Вяз на втором по высоте холме Клинско-Дмитровской гряды. Преобладает умеренно континентальный климат. Среднегодовое количество осадков — 768 мм.
Население — 12 971 чел. (2024).

## История

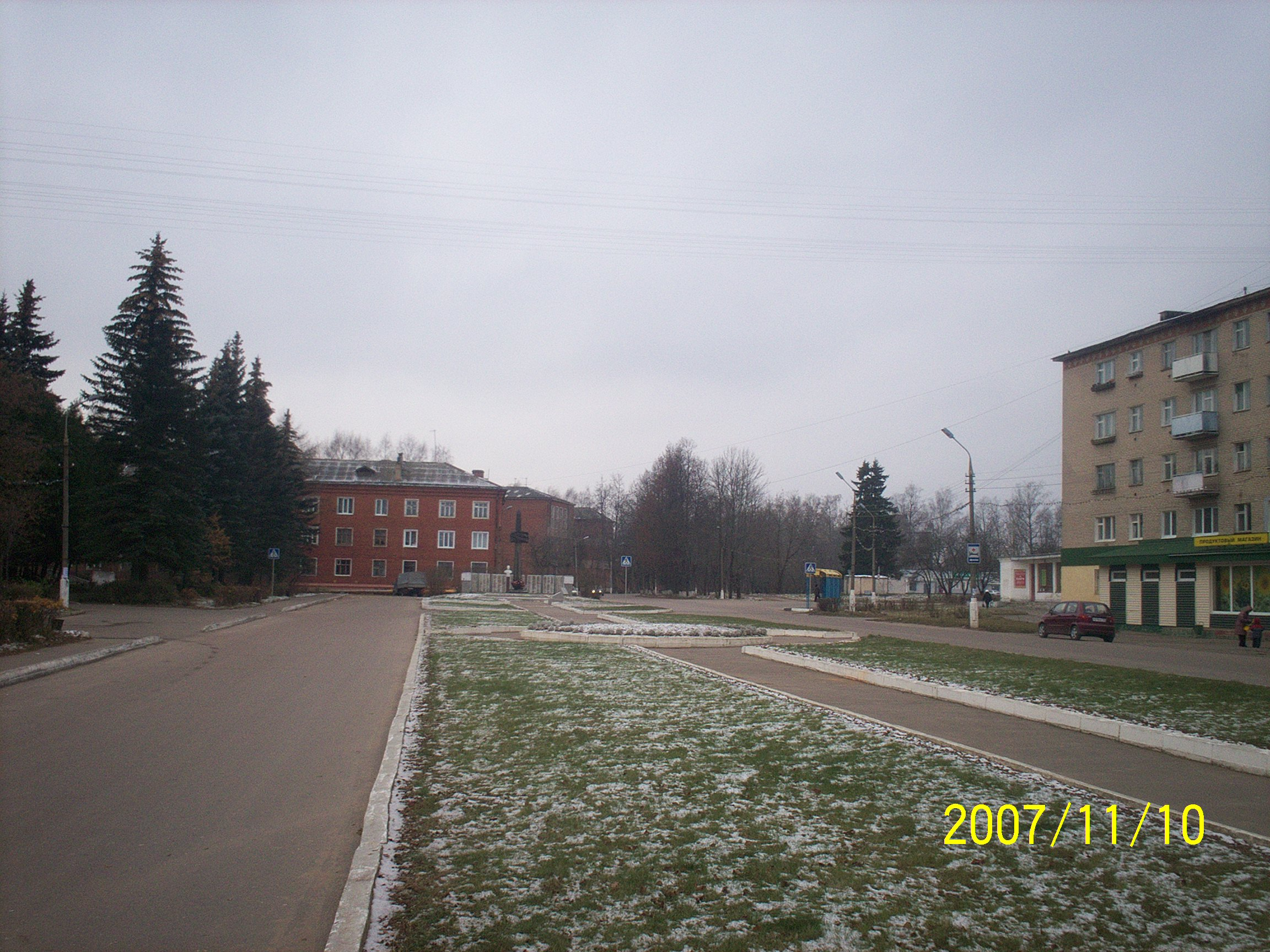
Центральная площадь в Высоковске

Начало Высоковску положила ткацкая мануфактура в 1877 году.
В 1928 году образован рабочий посёлок Новый Базар, который Постановлением ВЦИК от 21 мая 1928 года переименован в Высоковский.
В 1940 году рабочий посёлок Высоковский был преобразован в город районного подчинения Высоковск.
С 25 ноября по 16 декабря 1941 года город был оккупирован немецко-фашистскими войсками; Высоковск сильно пострадал.
В 1939—1957 годы Высоковск являлся районным центром Высоковского района Московской области.
В 1960 году в черту города вошла прилегающая к нему деревня Некрасино.

### Герб города
В червлёном поле на зелёном холме, тонко окаймлённом золотом, — два золотых, обвитых серебряной нитью веретена, от правого веретена отходит золотая нить, вьющаяся во главе щита.

## Физико-географическая характеристика

### Климат
| Показатель                    | Янв. | Фев. | Март | Апр. | Май | Июнь | Июль | Авг. | Сен. | Окт. | Нояб. | Дек. |
| ----------------------------- | ---- | ---- | ---- | ---- | --- | ---- | ---- | ---- | ---- | ---- | ----- | ---- |
| Средний суточный максимум, °C | −4   | −4   | 0    | 9    | 17  | 20   | 23   | 21   | 16   | 9    | 1     | −3   |
| Средний суточный минимум, °C  | −11  | −11  | −6   | 1    | 6   | 10   | 13   | 11   | 7    | 2    | −3    | −9   |
| Норма осадков, мм             | 35   | 34   | 33   | 40   | 66  | 80   | 69   | 64   | 60   | 53   | 44    | 39   |
| Источник: www.meteoblue.com   |      |      |      |      |     |      |      |      |      |      |       |      |

## Население
| 1897    | 1926    | 1931    | 1939    | 1959    | 1970    | 1979    |
| ------- | ------- | ------- | ------- | ------- | ------- | ------- |
| 3700    | ↗8100   | ↗9000   | ↗11 485 | ↘11 057 | ↗12 230 | ↘11 377 |
| 1989    | 1992    | 1996    | 1998    | 2001    | 2002    | 2003    |
| ↗11 611 | ↘11 500 | ↘11 400 | ↗11 900 | ↘11 800 | ↘10 950 | ↗11 000 |
| 2005    | 2006    | 2007    | 2009    | 2010    | 2011    | 2012    |
| ↘10 800 | ↘10 700 | →10 700 | ↘10 673 | ↘10 635 | ↘10 600 | ↘10 561 |
| 2013    | 2014    | 2015    | 2016    | 2017    | 2018    | 2019    |
| ↘10 535 | ↗10 659 | ↗10 676 | ↗10 690 | ↘10 671 | ↘10 586 | ↘10 394 |
| 2020    | 2021    | 2023    | 2024    |         |         |         |
| ↘10 362 | ↗13 081 | ↘13 032 | ↘12 971 |         |         |         |

На 1 января 2025 года по численности населения город находился на 831-м месте из 1124 городов Российской Федерации.

## Образование
В городе расположено две средних общеобразовательный школы и четыре отделения дошкольного образования :
- МБОУ Высоковская средняя общеобразовательная школа № 4
- МБОУ Высоковская средняя общеобразовательная школа № 1[31]
- МБДОУ Детский сад № 20 «Василёк»
- МБДОУ Детский сад № 18 «Малютка»
- МБДОУ Детский сад № 21 «Радуга»
- МБДОУ Детский сад «Огонек»[32]